# 임재현 (국악인)
임재현(1985년 2월 21일 ~)은 대한민국의 국악인이다. 국가무형문화재 제23호 가야금산조 및 병창 이수자이다.

## 방송
- 풍류대장 - 힙한 소리꾼들의 전쟁 (2021) - Top12(10위)

## 음반
- 풍류대장 - 힙한 소리꾼들의 전쟁 Episode.4 (2021)
- 갈까부다 (2022)

### 똘갱스
- 제비노정기 (2022)

## 작사
- 똘갱스 <제비노정기> (2022)

## 공연
- ‘풍류대장’ 전국투어 콘서트 (2021~2022)
- 청주시립국악단 K-소리콘서트 <조선팝익스프레스> - 청주 (2022)

## 수상
- 제36회 전주대사습놀이 가야금병창부문 장원 (2010)
- 제16회 임방울국악제 가야금병창 일반부 최우수상 (2008)
- 제1회 화순전국가야금병창대회 일반부 특별대상 (2007)